# رهیاب‌ها
رَهیاب‌ها (نام علمی: Catuna) نام یک سرده از خانواده فرچه‌پایان است.